# Manfred Karduck
Manfred Karduck (* 1939 in Wegberg) ist ein deutscher Priester, Lehrer sowie Chor- und Orchesterleiter. Gemeinsam mit dem von ihm am Gymnasium Haus Overbach gegründeten Overbacher Jugendchor trug er ab Ende der 1960er Jahre maßgeblich zur Entstehung und Ausprägung des Sacropop bei. Er ist außerdem Begründer der Overbacher Kirmes. Die Stadt Jülich ehrte ihn 2007 mit dem Ehrenring der Stadt.

## Leben
Karduck war in jungen Jahren bereits Vollwaise und besuchte Schulen in Schleiden und in Overbach. Schon während der Schulzeit gründete er seinen ersten Chor. Im Alter von 19 Jahren trat er in die Ordensgemeinschaft der Oblaten des hl. Franz von Sales ein und studierte Theologie in Paderborn. Nach der Priesterweihe 1966 kam er als Erzieher und Lehrer in die katholische Bildungseinrichtung Haus Overbach bei Jülich, wo er zunächst Präfekt im Internat des Jungengymnasiums war. In Haus Overbach gründete er, mit Unterstützung des damaligen Musiklehrers Günther Kutz mehrere Chöre und Orchester. Ab 1971 studierte er zusätzlich Musik, um später Religion und Musik in Overbach zu unterrichten.
Für den von seinem Mitbruder Hubert Leeb gegründeten Kreis Junger Missionare (KIM), der ausgehend von Österreich um jungen katholischen Priesternachwuchs warb, nahm Karducks Jugendchor zwischen 1969 und der Mitte der 1980er Jahre zahlreiche Schallplatten auf, die die KIM-Bewegung auf einem eigenen Label vertrieb. Neben Karduck komponierten für den Chor u. a. auch Ingfried Hoffmann und Peter Janssens. Das Arrangement der ersten Veröffentlichungen besorgte zunächst noch Kutz. Die Aufnahmen entstanden im Rhenus-Tonstudio in Köln, wo damals noch Conny Plank freier Mitarbeiter war. Karduck und Kutz konnten einige der zufällig wegen anderer Aufnahmen anwesenden Musiker wie Peter Herbolzheimer (Arrangement "Schalom", 1973) oder Jerry van Rooyen (Arrangement "Ich werde immer bei euch sein", 1977) zur Mitwirkung bei den Aufnahmen ihres Chores gewinnen, die dadurch deutlich an Einflüssen von Jazz und Funk gewannen. Nach einer Jugendwallfahrt nach Rom im August 1970 unternahm Karducks Chor eine ausgedehnte Konzerttätigkeit in Kirchen und bei sonstigen Anlässen, die den Chor und die von ihm dargebotene neue christliche Jazzmusik breiter bekannt machten. Die Konzerte des Chores blieben nicht ohne Kontroversen, da seine Musik deutlich lebendiger war, als man es von den verschiedenen, seit Mitte der 1960er Jahre entstandenen Beat-Messen gewohnt war.  1971 wirkte der Chor bei der Einweihung der KIM-Zentrale in Ingolstadt mit. Als KIM-Gründer Leeb sich der Mission und der Entwicklungshilfe im brasilianischen Porto do Mato zuwandte, flossen die Einnahmen aus den KIM-Veröffentlichungen fortan größtenteils in Projekte in Brasilien. 1973 lieferte der Chor die Titelmusik für das Sacro-Pop-Festival des ZDF. Später trat der Chor bei mehreren Katholikentagen auf.
Außer durch sein Wirken mit dem Overbacher Jugendchor machte sich Karduck auch als Begründer der Overbacher Kirmes einen Namen. Aus einem 1971 durchgeführten Bunten Nachmittag hervorgegangen, hat sich das seit 1981 von der Schule übernommene Fest zu einer der größten privaten Veranstaltungen in Jülich entwickelt, die jährlich von mehreren Tausend Menschen besucht wird.
1979 gründete Karduck ein Blasorchester in Overbach, dem auch spätere Berufsmusiker angehörten. So spielten beispielsweise der Komponist Torsten Herrmann und der Opernsänger Michael Dahmen während ihrer Schulzeit unter Manfred Karducks Leitung im sogenannten Overbacher Jugendblasorchester. 1985 gab er die Leitung des Jugendchores an Martin te Laak ab und widmete sich in den Folgejahren musikalisch hauptsächlich dem Blasorchester, mit dem er bis zu seiner Pensionierung 2003 ebenfalls mehrere Platten aufnahm.
Zum Schuljahr 1985/86 wurde er stellvertretender Direktor des Gymnasiums, diese Position hatte er auch bis zur Pensionierung 2003 inne. Ab 1991 war er zudem Hausoberer und Schulseelsorger in Haus Overbach, was er noch Jahre über die Pensionierung hinaus bis 2011 ausübte.
2007 wurde er mit dem Ehrenring der Stadt Jülich ausgezeichnet.
Das wohl bekannteste, unter Leitung Karducks entstandene Stück des Overbacher Jugendchores, der 1976 mit Ingfried Hoffmann eingespielte Sonnengesang, wurde 2016 auf einer Compilation mit außergewöhnlicher christlicher Musik der 1960er und 1970er Jahre wiederveröffentlicht.

## Diskografie (Auswahl)
- Overbacher Jugendchor – Praise ye the Lord, KIM 101 (1969)
- Overbacher Jugendchor mit Uli Lecrand – Chansons für den Frieden, KIM 102 (1969)
- Overbacher Jugendchor – Rufe uns, KIM 103 (1970)
- Overbacher Jugendchor – Schalom, Worte Jesu im Chanson, KIM 105 (1973)
- Overbacher Jugendchor – Sonnengesang, KIM 107 (1976)